# George Gordon Coulton
George Gordon Coulton (ur. 15 października 1858, zm. 4 marca 1947) – historyk angielski. 
Ukończył St Catharine’s College na Uniwersytecie Cambridge .
Od 1910 profesor Uniwersytetu Cambridge, 1940–44 mieszkał w Toronto (Kanada), 1944 wrócił do Cambridge. Zajmował się głównie historią gospodarczą i kulturalną średniowiecza. Jest autorem m.in.: The Medieval Village (1925), Art and the Reformation (1928), Life in the Middle Ages (1928). Po polsku ukazała się Panorama średniowiecznej Anglii (1976, ang. Medieval Panorama. The English Scene from Conquest to Reformation, 1938).